# Жемин-Барз
Жемин-Барз или Жемин барз (чечен. Жемин барз, чечен. Кхеташ-Корта) — горная вершина в Грозненском районе Чеченской Республики. Высота над уровнем моря составляет 431,8 метров. На северной окраине Чечен-Аула.

## Этимология
Жемин барз в переводе означает — гора/курган Жеми (Жеми имя личное).

## Общие сведения
Расположена в четырёх километрах от села. По преданию гора считается священным местом, называют её Жемин-Барз (Жеми курган) — наивысшая точка хребта Суьйла-корта. На его вершине жил отшельник по имени Жеми, считавшийся святым. На горе собирались святые для утренней молитвы. Многие старались увидеть это своими глазами. Но люди, недостойные этого, никак не могли подняться на этот курган. Казалось, что дорога становилась во много раз длинней. А если кому-то удавалось подняться туда, всякий раз получалось так, что трава была примятой, но никого на месте уже не оказывалось. Верующие из Дагестана, Кабарды и других мест приезжают к этой святыне в Чечне.